# Spyborgs
Spyborgs es un videojuego beat 'em up para la Wii desarrollado por el estudio americano Bionic Games y distribuido por Capcom. Fue lanzado en septiembre de 2009.

## Jugabilidad
En Spyborgs los jugadores controlan a un miembro de un equipo de agentes cyborg secretos, cada uno con sus habilidades propias, a lo largo de varios niveles repletos de enemigos. El juego está diseñado para ser jugado de forma cooperativa con dos jugadores, pero la IA tomará el control del otro personaje en el modo de un jugador. Los jugadores también podrán ganar puntos de experiencia para mejorar las capacidades de su personaje.

En cada nivel, los jugadores pueden elegir dos de los tres Spyborgs, que incluyen a:
- Clandestine, una ninja femenina rápida y ágil.
- Bouncer, un robot grande y poderoso.
- Stinger, un soldado con un arma de fuego cibernética.[4]

Se puede jugar utilizando el Wii Remote, iniciando los ataques especiales con los controles de movimiento, mientras que los dos personajes pueden combinar sus ataques para infligir más daño. Como alternativa, los jugadores también pueden elegir jugar con los botones del Wii Remote en su lugar.

## Desarrollo
Anunciado en un principio en junio de 2008 en el evento de Capcom, Captivate 08, Spyborgs pasó por un largo proceso de rediseño tras una recepción tibia de parte de la prensa de juegos. Los cambios incluyen una transición de los gráficos coloridos caricaturescos a una apariencia más oscura y realista, al igual que la omisión de minijuegos que funcionaban como parodias de comerciales de juguetes para niños. El juego también cambió su enfoque de un juego más orientado a la acción con elementos de puzles con superpoderes a un beat 'em up.
El juego fue desarrollado en un motor de juego interno diseñado por Bionic Games, en lugar de MT Framework.

## Recepción
Spyborgs obtuvo reseñas «medias» según el sitio web agregador de reseñas Metacritic. IGN felicitó al juego por su apartado gráfico de alta calidad y gran cantidad de pulido. A pesar de esto, IGN criticó al título por su dificultad punitiva y falta de innovación. Eurogamer criticó al juego por haberle resultado genérico.